# Vita sjö, Halland
Vita sjö är en sjö i Varbergs kommun i Halland och ingår i Himleåns huvudavrinningsområde.